# Winnie l'ourson : À la recherche des souvenirs oubliés
Winnie l'ourson : À la recherche des souvenirs oubliés (Winnie the Pooh's Rumbly Tumbly Adventure) est un jeu vidéo d'action-aventure développé par Phoenix Studio et édité par Ubisoft, sorti en 2005 sur GameCube, PlayStation 2 et Game Boy Advance.

## Accueil
- Jeuxvideo.com : 12/20 (GC/PS2)[1] - 8/20 (GBA)[2]

## Voix originales
- Jim Cummings : Winnie l'ourson, Tigrou
- John Fielder : Porcinet
- Ken Sansom : Coco Lapin
- Peter Cullen : Bourriquet
- Jimmy Bennett : Petit Gourou
- Kath Soucie : Maman Gourou
- Andre Stojka : Maitre Hibou
- Michael Gough : la Taupe
- Tom Wheatley : Jean-Christophe
- David Ogden Stiers : Narrateur

## Voix française
- Hervé Rey : Porcinet